# Cretatriacanthus guidottii
Cretatriacanthus guidottii è un pesce osseo estinto, appartenente ai tetraodontiformi. Visse nel Cretaceo superiore (Campaniano - Maastrichtiano, circa 72 milioni di anni fa) e i suoi resti fossili sono stati ritrovati in Italia. 

## Descrizione
Questo pesce era di piccola taglia e non superava di molto i tre centimetri di lunghezza. Era dotato di un corpo alto e corto, e di una testa fornita di grandi occhi. Cretatriacanthus era caratterizzato da una coda a ventaglio priva di lobi. Tra le caratteristiche morfologiche proprie di Cretatriacanthus vi sono una spina sul dorso prominente e posizionata anteriormente, una seconda spina sul dorso di grande lunghezza, altre spine decrescenti in lunghezza, pinne pelviche con una spina ventrale robusta di lunghezza maggiore e due raggi rudimentali, un muso corto, scaglie piatte esagonali sulla testa.

## Classificazione
Cretatriacanthus era un rappresentante dei tetraodontiformi, un gruppo di pesci attualmente rappresentati da numerose forme quali i pesci palla, i pesci istrice e i pesci scatola. Cretatriacanthus, in particolare, è considerato il genere eponimo della famiglia Cretatriacanthidae nel gruppo dei Plectocretacicoidea, comprendente altri tetraodontiformi cretacei come Plectocretacicus. Un animale affine era Slovenitriacanthus. 
Cretatriacanthus guidottii venne descritto per la prima volta nel 1996 da Tyler e Sorbini, sulla base di un esemplare fossile ritrovato nei pressi di Nardò, in provincia di Lecce.